# Pohao
Pohao (kinesiska: 坡豪乡, 坡豪) är en socken i Kina. Den ligger i den autonoma regionen Guangxi, i den södra delen av landet, omkring 200 kilometer nordväst om regionhuvudstaden Nanning.
Genomsnittlig årsnederbörd är 1 846 millimeter. Den regnigaste månaden är juni, med i genomsnitt 349 mm nederbörd, och den torraste är februari, med 34 mm nederbörd.